# Гімн Ефіопії
Гімн Ефіо́пії/Етіо́пії (амх. ወደፊት ገስግሺ ውድ እናት ኢትዮጵያ, транскрипція: Wedefīt Gesigishī Wid Inat ītiyop’iya, укр. Уперед, безцінна мати Ефіопіє/Етіопіє) — національний гімн Ефіопії. Затверджений у 1992 році. Слова написав Дередже Мелаку Менгеш, музику — Селомон Луку Митику.

## Текст гімну

### Переклад гімну Ефіопії англійською мовою
Respect for citizenship is strong in our Ethiopia;

National pride is seen, shining from one side to another.

For peace, for justice, for the freedom of people,

In equality and in love we stand united.

Firm of foundation, we do not dismiss humanness;

We are people who live through work.

Wonderful is the stage of tradition, mistress of proud heritage,

Mother of natural virtue, mother of a valorous people.

We shall protect you — we have a duty;

Our Ethiopia, live! And let us be proud of you!